# Mistrovství pobřeží Tichého oceánu v ledním hokeji žen 1995
Mistrovství pobřeží Tichého oceánu v ledním hokeji žen 1995 byl turnaj v ledním hokeji žen, který se konal od 3. dubna do 8. dubna 1995 v hale Ice Center of San Jose v San José v Kalifornii v USA. Turnaje se zúčastnila čtyři družstva, která hrála jednokolově každé s každým. Vítězství si připsali domácí hráčky Kanady před domácími hráčkami USA a hráčkami Číny.

## Výsledky

### Základní skupina
|     |          | USA  | Kanada | Čína | Japonsko | V | R | P | VG | OG | B |
| SF1 | USA      | ***  | 5:2    | 3:2  | 14:0     | 3 | 0 | 0 | 22 | 4  | 6 |
| SF2 | Kanada   | 2:5  | ***    | 9:1  | 12:0     | 2 | 0 | 1 | 23 | 6  | 4 |
| SF2 | Čína     | 2:3  | 1:9    | ***  | 3:1      | 1 | 0 | 2 | 6  | 13 | 2 |
| SF1 | Japonsko | 0:14 | 0:12   | 1:3  | ***      | 0 | 0 | 3 | 1  | 29 | 0 |

### Play-off

#### Semifinále
|  | SF1 | USA    | 12:0 | Japonsko |
|  | SF2 | Kanada | 3:2  | Čína     |

#### Finále a zápas o 3. místo
|    | Finále     | Kanada | USA      |
| 1. | Kanada     | ***    | 2:1      |
| 2. | USA        | 1:2    | ***      |
|    | o 3. místo | Čína   | Japonsko |
| 3. | Čína       | ***    | 5:0      |
| 4. | Japonsko   | 0:5    | ***      |